# CC ЛОУН
CC ЛОУН — украинская финансовая компания, владеющая сервисом онлайн-кредитования CCLoan. Входит в число крупнейших сервисов онлайн-кредитования Украины.

## История компании
Компания была создана в октябре 2015 года в Украине грузинским предпринимателем Рати Тчелидзе. В апреле 2016 года «СС ЛОУН» получил свидетельство о регистрации в Национальной комиссии по регулированию финансовых рынков.
Компания предоставляет клиентам краткосрочные онлайн-кредиты от 100 до 20 000 гривен сроком до 30 дней на упрощённых условиях с процентами и штрафными санкциями.
В 2016 году компания одной из первых подключилась к биометрическому сервису Украинского бюро кредитных историй.
В 2017, 2018 и 2020 годах компания входила в тройку лауреатов премии «PaySpace Magazine Awards» в категории «Лучший сервис онлайн-кредитования» вместе с Moneyveo и MyCredit.
В 2021 году амбассадором компании стала известная украинская певица Ольга Полякова. Реклама с её участием была удостоена премии «FinAwards-2021», а сама компания вошла в тройку лидеров в номинации «Лучшая МФО онлайн».
В настоящее время сервис работает в четырёх странах, включая Украину, Казахстан и Грузию.

## Руководство
Владельцем компании с момента создания является Рати Тчелидзе.
Генеральный директор — Наталья Клевакина.

## Показатели деятельности

### Финансовые результаты
Чистый доход компании в 2018 году составил 273 млн грн, в 2019 году — 430 млн грн.

### Рейтинги
В мае 2021 года рейтинговое агентство «Кредит-Рейтинг» присвоило кредитный рейтинг выпуску облигаций ООО «СС ЛОУН» на уровне uaА.

### Облигации
14 мая 2021 года компания начала размещение облигаций серии А на 100 млн гривен сроком обращения 1 год.